# Григорије Соколов
Григорије Липманович Соколов (рус. Григо́рий Ли́пманович Соколо́в) савремени је руски концертни пијаниста, рођен 18. априла 1950. године у тадашњем Лењинграду, у Савезу Совјетских Социјалистичких Република. Најмлађи је добитник златне медаље на престижном такмичењу пијаниста „Међународни конкурс П. И. Чајковског“ 1966. године, са само 16 година. Уврежено је мишљење да је Соколов највећи живи пијаниста.